# Pangolim-malaio
O Pangolim-malaio (Manis javanica) é um mamífero folidoto da família dos manídeos. A espécie é considerada como Criticamente Ameaçada segundo a Lista Vermelha de Espécies Ameaçadas da IUCN.